# Kirill Kaplenko
Bản mẫu:Eastern Slavic name
Kirill Dmitriyevich Kaplenko (tiếng Nga: Кирилл Дмитриевич Капленко; sinh ngày 15 tháng 6 năm 1999) is a Belarusian football player thi đấu cho F.K. Zenit St. Petersburg và F.K. Zenit-2 St. Petersburg ở vị trí tiền vệ trung tâm. Anh cũng mang quốc tịch Nga.

## Sự nghiệp câu lạc bộ
Anh có màn ra mắt tại Giải bóng đá Quốc gia Nga cho F.K. Zenit-2 St. Petersburg vào ngày 22 tháng 7 năm 2017 trong trận đấu với FC Tyumen.
Anh ra mắt tại Giải bóng đá ngoại hạng Nga cho F.K. Zenit St. Petersburg vào ngày 18 tháng 9 năm 2017 trong trận đấu với F.K. Ufa.

## Thống kê sự nghiệp
Tính đến 13 tháng 5 năm 2018
| Câu lạc bộ             | Mùa giải            | Giải vô địch                | Giải vô địch | Giải vô địch | Cúp     | Cúp       | Châu lục | Châu lục  | Tổng cộng | Tổng cộng |
| Câu lạc bộ             | Mùa giải            | Hạng đấu                    | Số trận      | Bàn thắng    | Số trận | Bàn thắng | Số trận  | Bàn thắng | Số trận   | Bàn thắng |
| ---------------------- | ------------------- | --------------------------- | ------------ | ------------ | ------- | --------- | -------- | --------- | --------- | --------- |
| Zenit St. Petersburg   | 2017–18             | Giải bóng đá ngoại hạng Nga | 2            | 0            | 1       | 0         | 0        | 0         | 2         | 0         |
| Zenit-2 St. Petersburg | 2017–18             | FNL                         | 10           | 0            | –       | –         | –        | –         | 10        | 0         |
| Tổng cộng sự nghiệp    | Tổng cộng sự nghiệp | Tổng cộng sự nghiệp         | 12           | 0            | 1       | 0         | 0        | 0         | 12        | 0         |

## Đời sống cá nhân
Anh trai của anh Nikita Kaplenko cũng là một cầu thủ bóng đá.